# Breed
Breed ist ein Computerspiel für Windows aus dem Hause CDV Software Entertainment.
Es handelt sich um einen Ego-Shooter, der auf einer von Außerirdischen besetzten und stark zerstörten Erde angesiedelt ist. Als Angehöriger des letzten Raumschiffes der Erde, der USC „Darwin“, kämpft man gegen bösartige Aliens, die halb biologisch und halb mechanisch sind. Dabei agiert man teilweise im Verbund mit anderen Kämpfern, die vom Computer gesteuert werden. Auch Fahrzeuge, beispielsweise Panzer, können gesteuert werden.
Der größte Kritikpunkt von Seiten der Spieler war die auch für das Veröffentlichungsjahr weit unterdurchschnittliche KI. Auch diverse Patches konnten dieses Problem nicht beseitigen.
Das Spiel wurde lange im Voraus angekündigt und trat bei Erscheinen in eine Konkurrenz zum Xbox-Shooter Halo, allerdings enttäuschte Breed viele Spieler und erreichte bei weitem nicht die Beliebtheit von Halo.
Breed erreichte zur Veröffentlichung laut CDV 60.000 Vorbestellungen, was für den Hersteller einen achtbaren Erfolg darstellt (Gerüchte über Liquiditätsprobleme bei CDV machten immer wieder die Runde). Das Spiel wurde in Europa und den USA veröffentlicht.
Ein im Spiel angekündigter zweiter Teil ("Fortsetzung Folgt" nach dem letzten Level), ist bisher noch nicht erschienen.